# Muay Lào
Muay Lào là một môn võ tay không truyền thống của Lào. Nó tương tự như Kun Khmer của Campuchia và Muay Thái của Thái Lan. Môn võ này có sự kết hợp chặt chẽ giữa các động tác đấm, đá, thúc khủy tay và lên gối. Muay Lào từng được đưa vào Đại hội Thể thao Đông Nam Á 2009 tổ chức tại Viêng Chăn.